# 維新の嵐 疾風龍馬伝
『維新の嵐 疾風龍馬伝』（いしんのあらし しっぷうりょうまでん）は、コーエーテクモゲームスより2010年11月18日に発売されたニンテンドーDS用ゲームソフト。

## 概要
『維新の嵐』シリーズの3作目。前作までのリコエイションゲームからアドベンチャーゲームに変更されているが、説得により幕末日本の思想をまとめるという流れは同様である。思想は国体思想である「佐幕 - 尊王」がメインで、国外思想は攘夷思想の有無のみ（攘夷についてわだかまりを解くという形になっている）。歴史イベントにより思想が強制的に変化する藩も複数ある。
プレイヤーキャラクターは坂本龍馬。与えられた目標（「薩長同盟を納得させる」など）を達成することでストーリーが展開していく一方で、史実とは異なる展開に持ち込むことも可能。

## シナリオ
一章 上士と郷士
二章 剣と友と
三章 激動の土佐
三章までは移動が制限されており、強制的に年月が進む箇所も多い。
四章 明日への奔走
龍馬が土佐を脱藩してからは移動が自由となる。各雄藩の思想を「尊王」に統一させるのが目標。
四章 甦る幕威（隠しシナリオ）
一回クリアすると三章の終盤で「佐幕」ルートも選べるようになる。

## 能力
龍馬や各キャラクターに用意されている能力パラメータは以下の通り。説得、戦闘、稽古、イベント等で各パラメータ毎に経験値を獲得し、能力値が上昇する。
弁舌
説得に成功すると弁舌の経験値が大きく上がる（失敗しても多少は上がる）。
学力
各地にある学問所で経験値を上げることが出来る。
度量
戦闘や花札などで経験値が上がる。景勝地を訪れた際には大きく上がる。
武術
各地にある道場で経験値を上げることが出来る。

## 説得活動
本作でも要人や志士を説得することがメインだが、彼らの行動を変える説得イベントのほか、信頼を上げることで（50以上で同行説得フラグが立つ）一時的に同行者となってもらい、説得や戦闘のサポートをしてもらうことも出来る。四章からは「大いに信頼を深める」というコマンドが現れる（難易度が高いが通常の「信頼を深める」よりも3倍信頼値が上昇する）。
説得はじゃんけんカードバトル形式となっており、熱く語る（グー）・語る（チョキ）・聞く（パー）という三すくみのカードと切り札カードを用いる。三すくみのカードにはキャラクターの能力（熱は弁舌、語は学力、聞は度量）に則した強度（1〜9）があり、説得開始時に5枚（3つの能力のうち一番低い能力に応じたカードは1枚、他は2枚だが2枚目は1枚目の半分の強度）が用意される。ターン毎にカードを出し合って勝てばゲージが右に進み、負ければ左に戻る。あいこの場合は強度の高い方が勝ち、相手の強度を削った分だけゲージが移動する。強度も等しい場合はボタン連打で争う。ランダムで相手の出すカードが解るターンもある。5ターン以内にゲージを右端まで到達させると説得成功、届かないか左端に到達されると説得失敗となる。ターンの間には気合の塊が弁舌値に応じて自動で飛び交いゲージを左右させる。同行者がいると3ターン目に同行者の能力に則したカードを補充してくれる。
説得1回につき1枚だけ出せる切り札カードは、戦闘やイベントで入手できるもの、説得で趣味の話題をした時に得られるものがある。後者は相手の趣味と合致したカードを出せば、相手の行動を1ターン無効化した上で説得ゲージを大きく右に進められる。キャラクターやイベントによっては相手がキャラクター固有の切り札を持っており、出されるとゲージを大きく左に戻される（タイミングが合えば切り札カードで防御可能）。
信頼を上げると新たに要人や志士の紹介や各藩の情報を提供してもらえるが、異なる思想の相手に対しては2回目以降の信頼説得が出来ない。また、腕試しの稽古や花札で勝つ（女性キャラの大半）ことでのみ信頼の上がるキャラクターもいる。

## 戦闘
十字ボタンの左右で前後移動、Xボタンで気合溜め、Aボタンで剣を振る（気合ゲージを消費）。
道場での腕試しは3本勝負（2本先取）。下がりすぎると警告（警告2回で1本）を受ける。
龍馬脱藩後は反対の思想を持つ者などからの攻撃を受けることがある（こちらは同行者が替わりに戦闘してもらうことも出来る）。敗北すると負傷し、1日以上行動不可能となる。

## 便利機能
これ誰?ボタン
ゲーム中の台詞に登場する人名や地名を解説する。
龍馬を訪ねて
史跡を紹介するモード。プレイの進行によって確認出来る史跡が増えていく。